# Divize A 1987/1988
V soubojích 22. ročníku fotbalové České divize A 1987/88 se utkalo 16 týmů dvoukolovým systémem podzim – jaro. Tento ročník začal v srpnu 1987 a skončil v červnu 1988.

## Nové týmy v sezoně 1987/88
Z 3. ligy – sk. A 1986/87 sestoupila do Divize A mužstva VTJ Tábor "B" a TJ Slavia IPS Praha junioři. Z krajských přeborů ročníku 1986/87 postoupila vítězná mužstva TJ Lokomotiva České Budějovice z Jihočeského krajského přeboru. Také sem bylo přeřazeno mužstvo TJ Spartak Hořovice z Divize B.

## Výsledná tabulka
| Poř. | Tým                                | Z  | V  | R | P  | VG | OG | B  |
| ---- | ---------------------------------- | -- | -- | - | -- | -- | -- | -- |
| 1.   | TJ Sokol Svéradice                 | 30 | 21 | 4 | 5  | 62 | 26 | 46 |
| 2.   | TJ Slavia IPS Praha junioři        | 30 | 21 | 4 | 5  | 80 | 26 | 46 |
| 3.   | TJ VS Tábor                        | 30 | 21 | 3 | 6  | 52 | 25 | 45 |
| 4.   | TJ Rudá hvězda Okula Nýrsko        | 30 | 19 | 3 | 8  | 73 | 35 | 41 |
| 5.   | TJ Spartak Pelhřimov               | 30 | 13 | 3 | 14 | 38 | 40 | 29 |
| 6.   | VTJ Písek                          | 30 | 10 | 9 | 11 | 34 | 41 | 29 |
| 7.   | TJ Dynamo České Budějovice junioři | 30 | 11 | 7 | 12 | 38 | 51 | 29 |
| 8.   | TJ Spartak Hořovice                | 30 | 11 | 5 | 14 | 28 | 37 | 27 |
| 9.   | VTJ Tábor "B"                      | 30 | 10 | 7 | 13 | 32 | 46 | 27 |
| 10.  | TJ Lokomotiva Plzeň                | 30 | 9  | 8 | 13 | 38 | 51 | 26 |
| 11.  | TJ Fezko Strakonice                | 30 | 8  | 9 | 13 | 38 | 49 | 25 |
| 12.  | TJ Tatran Prachatice               | 30 | 8  | 9 | 13 | 35 | 47 | 25 |
| 13.  | TJ Slavoj Český Krumlov            | 30 | 8  | 9 | 13 | 29 | 43 | 25 |
| 14.  | TJ ČZ Strakonice                   | 30 | 8  | 8 | 14 | 26 | 43 | 24 |
| 15.  | TJ ZVVZ Milevsko                   | 30 | 7  | 9 | 14 | 31 | 42 | 23 |
| 16.  | TJ Lokomotiva České Budějovice     | 30 | 3  | 7 | 20 | 24 | 56 | 13 |

Poznámky:
- Z = Odehrané zápasy; V = Vítězství; R = Remízy; P = Prohry; VG = Vstřelené góly; OG = Obdržené góly; B = Body

|  | Postup do 3. ligy – sk. A 1988/89                |
|  | Sestup do příslušného oblastního přeboru 1988/89 |